# Мъже без мустаци
„Мъже без мустаци“ е български 6-сериен телевизионен игрален филм (детски, семеен, комедия) от 1989 година на режисьора Мариана Евстатиева-Биолчева, по сценарий на Братя Мормареви. Оператор е Венец Димитров. Музиката във филма е композирана от Вили Казасян. Филмът е по едноименния роман на Братя Мормареви. Художници са Анастас Янакиев и Владимир Хиков.
Действията в сериала се развиват около кражбата на 300 златни наполеона от дома на богатия индустриалец Карагьозов .

## Епизоди
- 1. „Обирът“ – 56 минути
- 2. „Изчезналият автомобил“ – 58 минути
- 3. „Тройното убийство“ – 58 минути
- 4. „Любовникът на госпожа Карагьозова“ – 59 минути
- 5. „Тайникът“ – 58 минути
- 6. „В плен на убийците“ – 59 минути [2].

## Актьорски състав
| Роля                        | Изпълнител                       |
| --------------------------- | -------------------------------- |
| Илко                        | Славян Габровски                 |
| Борко                       | Константин Спасов                |
| Лазар                       | Иво Караджов                     |
| Нешо                        | Нешо Топалов                     |
| Яна                         | Стела Рачева                     |
| индустриалецът Карагьозов   | Стоян Стоев                      |
| следователят Христо Шопов   | Велко Кънев                      |
| следователят Божан Митков   | Ивайло Герасков                  |
| обущарят бай Димитър        | Асен Миланов                     |
| майката на Борко            | Добринка Станкова                |
| пощальонът, бащата на Лазар | Павел Поппандов                  |
| Трендафилов                 | Константин Коцев                 |
|                             | Таня Масалитинова                |
| цигуларят Здравков          | Георги Мамалев                   |
| Петрунов, бащата на Нешо    | Кирил Господинов                 |
|                             | Димитър Манчев                   |
| златарят Лазаров            | Иван Янчев                       |
| Ценка, жената на Карагьозов | Елена Райнова                    |
| бабата на Борко             | Люба Алексиева                   |
|                             | Петър Терзиев                    |
|                             | Йордан Алексиев                  |
|                             | Пепа Николова                    |
|                             | Иван Бурджев                     |
| бабата на Нешо              | Грациела Бъчварова               |
|                             | Симеон Викторов                  |
|                             | Любен Чаталов                    |
|                             | Велико Стоянов                   |
| бандитът                    | Светозар Неделчев                |
|                             | Бистра Марчева                   |
|                             | Петър Димов                      |
|                             | Николай Господинов               |
|                             | Емил Джуров                      |
|                             | Юрий Яковлев (като Юри Яковлев)  |
| чистачката на училището     | Леда Тасева                      |
|                             | Йоанна Попова                    |
| учителят                    | Иван Кутевски                    |
| кръчмарят                   | Никола Тодев                     |
|                             | Кирил Варийски                   |
|                             | Румен Иванов                     |
|                             | Никола Добрев                    |
|                             | Калин Арсов                      |
| зъболекарят                 | Антон Радичев                    |
|                             | Татяна Томова (като Таня Томова) |
|                             | Мария Янева                      |
| бащата на Илко              | Пепо Габровски                   |
|                             | Павлина Стаменова                |
|                             | Росен Сиромахов                  |
|                             | Николай Дулев                    |
|                             | Йордан Чорапинов                 |